# Rakša
Rakša (in ungherese Kisraksa) è un comune della Slovacchia facente parte del distretto di Turčianske Teplice, nella regione di Žilina. 
Diede i natali a Michal Miloslav Hodža (1811 - 1870), linguista, poeta e pastore protestante, uno dei principali esponenti del movimento nazionale slovacco.